# نبرد طولانی ترک‌ها

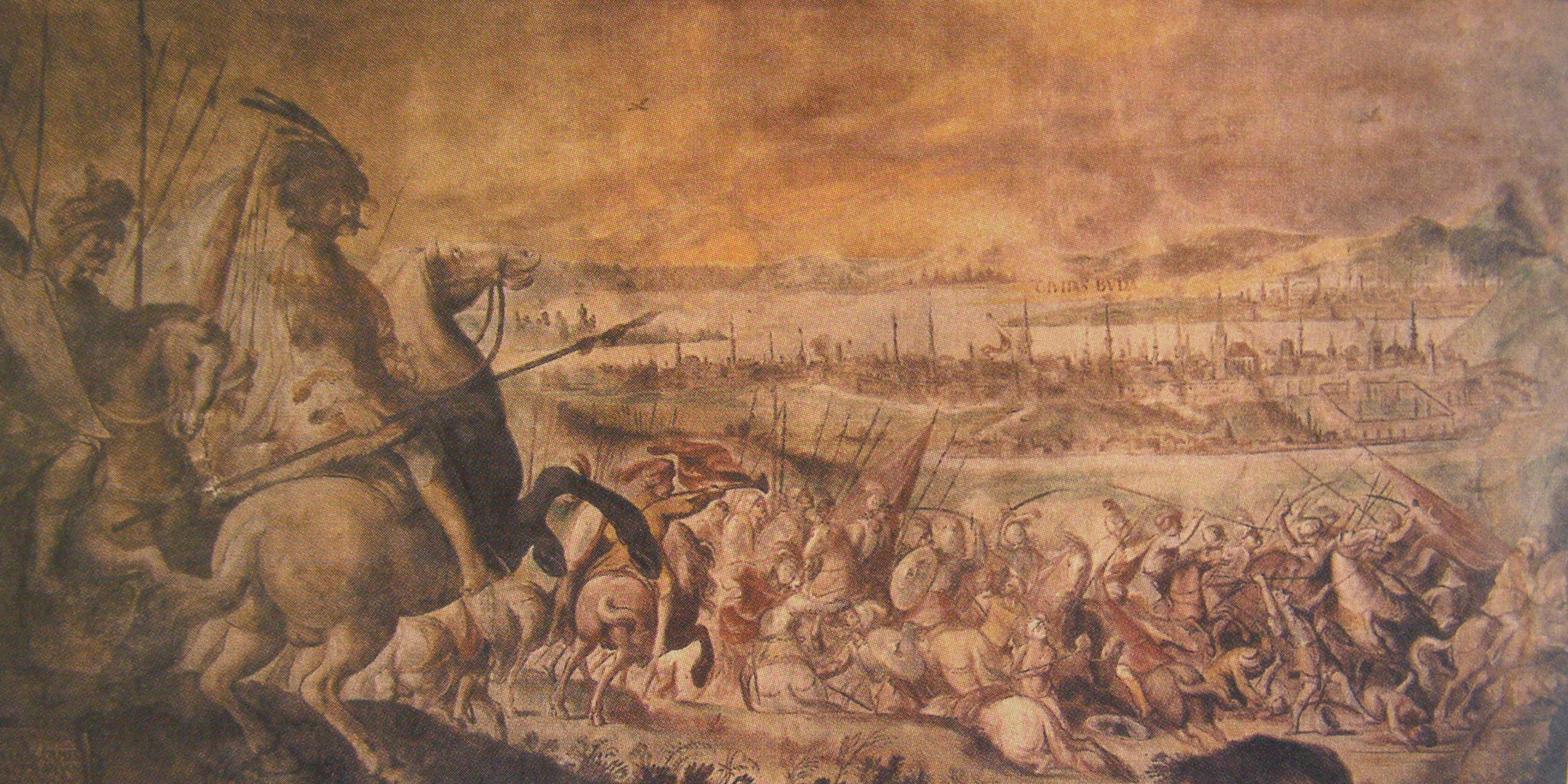
محاصره بوداپست (مجارستان)

جنگ طولانی ترک‌ها (انگلیسی: Long Turkish War) یا جنگ سیزده ساله، نبردی سرنوشت‌ساز بی‌نتیجه میان پادشاهی هابسبورگ و امپراتوری عثمانی بود که بر سر کنترل حاکمیت والاچیا، ترانسیلوانی و مولداوی روی داد. این جنگ از سال ۱۵۹۳ تا ۱۶۰۶ به طول انجامید، اگرچه در اروپا گاهی آن را جنگ پانزده ساله نیز می‌نامند، که مربوط به لشکرکشی ترک‌ها در سال ۱۵۹۱ بود که بیهاچ (شهری در بوسنی) را تصرف کردند. در سلسله نبردهای عثمانی در اروپا، این مهمترین درگیری از میان جنگ‌های جنگ عثمانی و ونیز (۱۵۷۳ - ۱۵۷۰) و جنگ کرت بود. بزرگترین جنگ بعدی عثمانی - هابسبورگ، جنگ اتریش و عثمانی در سالهای ۱۶۶۴-۱۶۶۳ بود. به طور کلی، این درگیری شامل تعداد زیادی از نبردهای سنگین و محاصره‌های پرهزینه بود که فایده چندانی برای هر دو طرف نداشت.